# Lamara Distin
Lamara Distin (Parrocchia di Hanover, 3 marzo 2000) è un'altista giamaicana, medaglia d'oro ai Giochi del Commonwealth nel salto in alto nel 2022.

## Record nazionali
Seniores
- Salto in alto: 1,97 m  ( College Station, 30 aprile 2022)
- Salto in alto indoor: 1,97 m ( Clemson, 11 febbraio 2023)

## Progressione

### Salto in alto
| Stagione | Misura | Luogo           | Data      | Rank. Mond. |
| -------- | ------ | --------------- | --------- | ----------- |
| 2023     | 1,95 m | Baton Rouge     | 22-4-2023 |             |
| 2022     | 1,97 m | College Station | 30-4-2022 |             |
| 2021     | 1,90 m | Eugene          | 12-6-2021 |             |
| 2019     | 1,87 m | Kingston        | 29-3-2019 |             |
| 2018     | 1,85 m | Nassau          | 2-4-2018  |             |
| 2017     | 1,80 m | Kingston        | 11-3-2017 |             |
| 2016     | 1,77 m | Saint George's  | 26-3-2016 |             |
| 2015     | 1,75 m | Kingston        | 7-3-2015  |             |
| 2014     | 1,70 m | Kingston        | 22-2-2014 |             |

### Salto in alto indoor
| Stagione | Misura | Luogo           | Data      | Rank. Mond. |
| -------- | ------ | --------------- | --------- | ----------- |
| 2022/23  | 1,97 m | Clemson         | 11-2-2023 |             |
| 2021/22  | 1,92 m | College Station | 11-2-2022 |             |
| 2020/21  | 1,82 m | Fayetteville    | 13-2-2021 |             |
| 2018/19  | 1,73 m | Lynchburg       | 19-1-2019 |             |

## Palmarès
| Anno | Manifestazione              | Sede       | Evento        | Risultato | Prestazione | Note  |
| ---- | --------------------------- | ---------- | ------------- | --------- | ----------- | ----- |
| 2018 | Mondiali U18                | Tampere    | Salto in alto | 12ª       | 1,75 m      | [ 1 ] |
| 2019 | Campionati panamericani U20 | San José   | Salto in alto | Argento   | 1,81 m      |       |
| 2019 | NACAC U23                   | San José   | Salto in alto | Oro       | 1,85 m      |       |
| 2022 | Mondiali                    | Eugene     | Salto in alto | 12º       | 1,93 m      |       |
| 2022 | Giochi del Commonwealth     | Birmingham | Salto in alto | Oro       | 1,95 m      | [ 2 ] |
| 2023 | Mondiali                    | Budapest   | Salto in alto | 5ª        | 1,94 m      |       |
| 2024 | Giochi olimpici             | Parigi     | Salto in alto | 24ª (q)   | 1,88 m      |       |

## Altre competizioni internazionali
2014
- Oro ai CARIFTA Games U18 (/ Fort-de-France), salto in alto - 1,68 m

2015
- Bronzo ai CARIFTA Games U18 ( Basseterre), salto in alto - 1,68 m

2016
- Argento ai CARIFTA Games U18 ( Saint George's), salto in alto - 1,77 m

2017
- Argento ai CARIFTA Games U18 ( Willemstad), salto in alto - 1,74 m
- Argento ai CARIFTA Games U18 ( Willemstad), salto triplo - 12,40 m

2018
- Oro ai CARIFTA Games U20 ( Nassau), salto in alto - 1,85 m

## Campionati nazionali
- 1 volta campionessa nazionale giamaicana del salto in alto (2021)

2021
- Oro ai campionati giamaicani (Kingston), salto in alto - 1,90 m

2022
- Argento ai campionati giamaicani (Kingston), salto in alto - 1,85 m